# Linji Yixuan

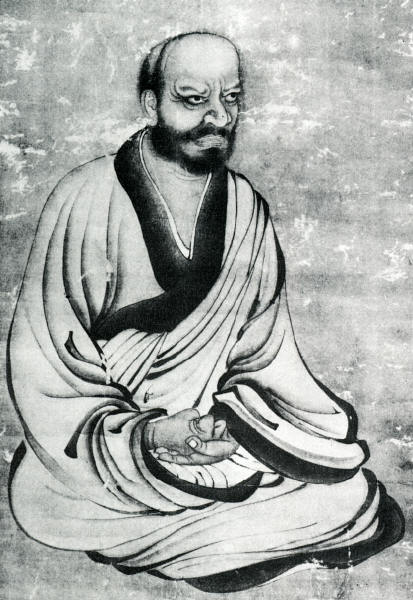
Linji Yixuan, japanische Darstellung

Linji Yixuan (chinesisch 臨濟義玄, Pinyin Línjì Yìxuán, W.-G. Lin-chi I-hsüan; jap. Rinzai Gigen; † 866/867) ist der Begründer der nach ihm benannten Schule Linji zong (臨濟宗,  Línjì zōng,  Lin-chi tsung), des Meditationsbuddhismus (Chan) im Kaiserreich China, die in der Folge auch in Korea (Seon, kor. 선), in Japan und in Vietnam (thiền, viet. 禪) Fuß fasst. Am bekanntesten ist die japanische Rinzai-shū, die einen Zweig des japanischen
Zen-Buddhismus darstellt.
Linji war als junger Mönch in der Huayan-Tradition ein eifriger Studierender der buddhistischen Regeln und Lehrschriften. Eines Tages soll er alle seine schriftlichen Unterlagen verbrannt haben, um ein Mönch der Chan Schule zu werden, deren Belehrungen 'außerhalb der Schriften' übermittelt wurden. So wurde er Schüler von Huángbò sowie dessen Dharma-Nachfolger und erhielt seinen Namen vom Linji-Tempel in Hebei, in dem er ab 851, also zur Zeit der großen Buddhistenverfolgung (ab 845), wirkte. Einige seiner wichtigsten Dharma-Vorträge, Unterweisungen und Dialoge wurden von seinen Schülern im Linji Lu (jap. Rinzai Roku) überliefert.

## Zitate
„Wenn ihr Buddha trefft, tötet Buddha […] dann erlangt ihr zum ersten Mal Befreiung, werdet nicht mehr von Dingen gefesselt und durchdringt alles frei.“